# جاك ثاير
جاك ثاير (بالإنجليزية: Jack Thayer) هو كاتب أمريكي، ولد في 24 ديسمبر 1894 في فيلادلفيا في الولايات المتحدة، وتوفي بنفس المكان في 18 سبتمبر 1945.